# Electromotion (Automarke)
Electromotion war eine US-amerikanische Automobilmarke, die nur 1974 hergestellt wurde. Der Hersteller mit Sitz in Lexington in Massachusetts hatte 20 Händler in den USA.
Bei dem Fahrzeug handelte es sich um einen kleinen, dreitürigen Kombi, der mit Saab-Teilen aufgebaut war und etwa 300 kg Nutzlast tragen konnte. Ein batteriebetriebener Elektromotor mit 20 PS Leistung trieb die Vorderräder an. Die Höchstgeschwindigkeit war mit 64 km/h angegeben und die Reichweite mit 48 km. Der Verkaufspreis lag bei 7000 US-Dollar.
Der Islander war die Version mit offenem Dach.